# Ulica Mikołaja Reja w Zamościu
Ulica M. Reja – ulica Zamościa, która jest jedną z głównych ulic Nowego Miasta (dawniej Nowej Osady), będącą jednojezdniową drogą.

## Historia
Ulica ta powstała w 2. ćw. XIX wieku jako połączenie Nowej Osady z Hrubieszowem. Po przyłączeniu Nowej Osady do Zamościa stała się ulicą wylotową.

### Nazwa
Ulica ta otrzymała obecną nazwę w latach 20. XX wieku, jednak wcześniej była znana jako ul. Hrubieszowska (obecnie inna ulica nosi to miano).

## Obecnie
Obecnie ulica stanowi połączenie ul. Partyzantów z ul. Hrubieszowską. Równolegle do niej, po zachodniej stronie, biegnie ul. Gminna, która na tym samym odcinku jest jednokierunkowa w kierunku ul. Partyzantów (na południe). Ulicę otaczają głównie bloki wielorodzinne, jednak jest tu także wiele obiektów usługowych, jak: DH Tomasz (w tym liczne sklepy m.in. Delikatesy Centrum i Rossmann), markety „Lux” PSS Społem (2 sklepy po obu stronach ulicy, przy Nowym Rynku) i wiele mniejszych.